# Аткинсон (Небраска)
Аткинсон (енгл. Atkinson) град је у америчкој савезној држави Небраска.

## Демографија
По попису из 2010. године број становника је 1.245, што је 1 (0,1%) становника више него 2000. године.
| Група             | 2000.         | 2010.         |
| Белци             | 1.225 (98,5%) | 1.226 (98,5%) |
| Афроамериканци    | 1 (0,1%)      | 3 (0,2%)      |
| Азијати           | 4 (0,3%)      | 0 (0,0%)      |
| Хиспаноамериканци | 11 (0,9%)     | 6 (0,5%)      |
| Укупно            | 1.244         | 1.245         |